# Cronica anonimă a domniei lui Matei Basarab
Cronica anonimă a domniei lui Matei Basarab este o scriere cronicărească referitoare la istoria Țării Românești, care nu s-a păstrat într-un manuscris propriu, dar poate fi reconstituită din două scrieri ulterioare care au făcut uz de ea: Letopisețul Cantacuzinesc și Cronica Bălenilor. Acoperă intervalul temporal de la întemeierea Țării Românești până la 1660. 
Dacă Letopisețul Cantacuzinesc a preluat și continuat Cronica anonimă a domniei lui Matei Basarab cu scopul de a elogia familia Cantacuzino, Cronica Bălenilor este răspunsul taberei adverse din conflictul pentru putere al celor două facțiuni boierești din Țara Românească, conflict care a marcat a treilea pătrar al secolului al XVII-lea, fiind rezolvat abia în 1688. Ambele cronici au prelucrat scrierea pentru a servi propriile interese politice, în special Cronica Bălenilor, care a prescurtat materialul preluat și a adăugat fapte din viața internațională, pentru încadrarea evenimentelor prezentate. 
În măsura în care poate fi reconstituită, cronica acoperă intervalul 1290-1508 cu lacune și inexactități, pentru ca în pasajul următor să facă uz de o versiune slavonă a opului Viața sfântului Nifon de Gavriil Protul. Ulterior sunt folosite letopisețe slavone exacte, apoi cronica neterminată boierească a lui Mihai Viteazul, cu un sfârșit inexact inspirat de poemul grecesc al lui Stavrinos despre Mihai Viteazul. Intervalul până la 1618 este o compilație a cronicii grecești a lui Matei al Mirelor, apoi urmează partea centrală și continuarea ei, care sunt caracterizate de tonul unor memorii.